# シュ・イリシュ

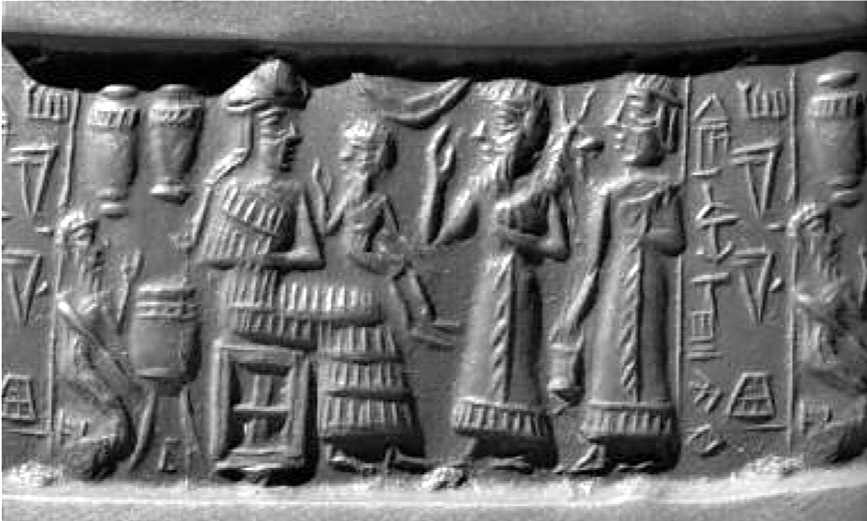
シュ・イリシュ

シュ・イリシュ（Shu Ilishu）は、古代メソポタミアの都市国家イシン第1王朝の王。

## 略歴
ウル第三王朝から独立してイシン第1王朝を建国したイシュビ・エッラの息子として生まれた。シュ・イリシュはイシュビ・エッラの対エラム戦争を受け継ぎ、エラムへ侵攻してウル第三王朝滅亡時に持ち去られていた月神シン（ナンナ）の神像を取り戻した。さらにエラムによって破壊されたウル市の復興に尽力し、ウル第三王朝の後継者としてのイシンの政治的地位を確立するのに腐心した。
死後、息子のイディン・ダガンが跡を継いだ。